# Unryū (lớp tàu sân bay)
Lớp tàu sân bay Unryū (tiếng Nhật: 雲龍型航空母艦; Unryū-gata kōkūbokan) là những tàu sân bay của Hải quân Đế quốc Nhật Bản trong Chiến tranh Thế giới thứ hai. Trong tổng số 16 chiếc được vạch kế hoạch chế tạo, chỉ có sáu chiếc được chế tạo và ba chiếc được đưa vào sử dụng.

## Lịch sử
Những chiếc trong lớp được chế tạo tại các xưởng đóng tàu Yokosuka, Kure, Nagasaki của Mitsubishi và Kōbe của Kawasaki. Chúng được dự tính đảm nhiệm vai trò tấn công các đoàn tàu vận tải Đồng Minh trong Thế Chiến II. Tuy nhiên, không có chiếc nào từng được bố trí hoạt động. Ba trong số sáu chiếc trong lớp chưa kịp hoàn tất khi chiến tranh kết thúc. Những chiếc còn sống sót và các thân tàu bị tháo dỡ sau chiến tranh.

## Những chiếc trong lớp
| Lớp phụ | Số lườn       | Tên              | Hạ thủy              | Số phận |
| ------- | ------------- | ---------------- | -------------------- | --- |
| Unryū   | 302           | Unryū (雲龍)     | 25 tháng 9 năm 1943  | Bị đánh chìm 9 tháng 12 năm 1944 bởi tàu ngầm Redfish. |
| Unryū   | 5001          | Amagi (天城)     | 15 tháng 10 năm 1943 | Bị đánh chìm 28 tháng 7 năm 1945 tại Kure, Hiroshima. |
| Unryū   | 5002          | chưa đặt tên     |                      | Bị hủy bỏ 1943. Kinh phí và nguyên liệu được sử dụng cho Shinano.                                                                                          |
| Unryū   | 5003          | Katsuragi (葛城) | 19 tháng 1 năm 1944  | Bị tháo dỡ từ 22 tháng 12 năm 1946. |
| Unryū   | 5004          | Kasagi (笠置)    | 19 tháng 10 năm 1944 | Chưa hoàn tất (84%) lúc chiến tranh kết thúc. Bị tháo dỡ từ 1 tháng 9 năm 1946                                                                             |
| Unryū   | 5005          | chưa đặt tên     |                      | Bị hủy bỏ 1943. Kinh phí và nguyên liệu được sử dụng cho Shinano.                                                                                          |
| Unryū   | 5006          | Aso (阿蘇)       | 1 tháng 11 năm 1944  | Chưa hoàn tất (60%) lúc chiến tranh kết thúc. Bị đánh chìm ngoài khơi Kurahashi-Jima, Kure, Hiroshima tháng 7 năm 1945. Bị tháo dỡ từ 21 tháng 12 năm 1946 |
| Ikoma   | 5007          | Ikoma (生駒)     | 17 tháng 11 năm 1944 | Chưa hoàn tất (60%) lúc chiến tranh kết thúc. Bị tháo dỡ từ 4 tháng 6 năm 1946                                                                             |
| Ikoma   | 5008          | Kurama (鞍馬)    |                      | Bị hủy bỏ 1943. |
| Ikoma   | 5009 đến 5015 | chưa đặt tên     |                      | Bị hủy bỏ 1943. |